# آکانالونیا
آکانالونیا (نام علمی: Acanalonia) نام یک سرده از بالاخانواده گیاه‌پر است.